# Quarzo ialino

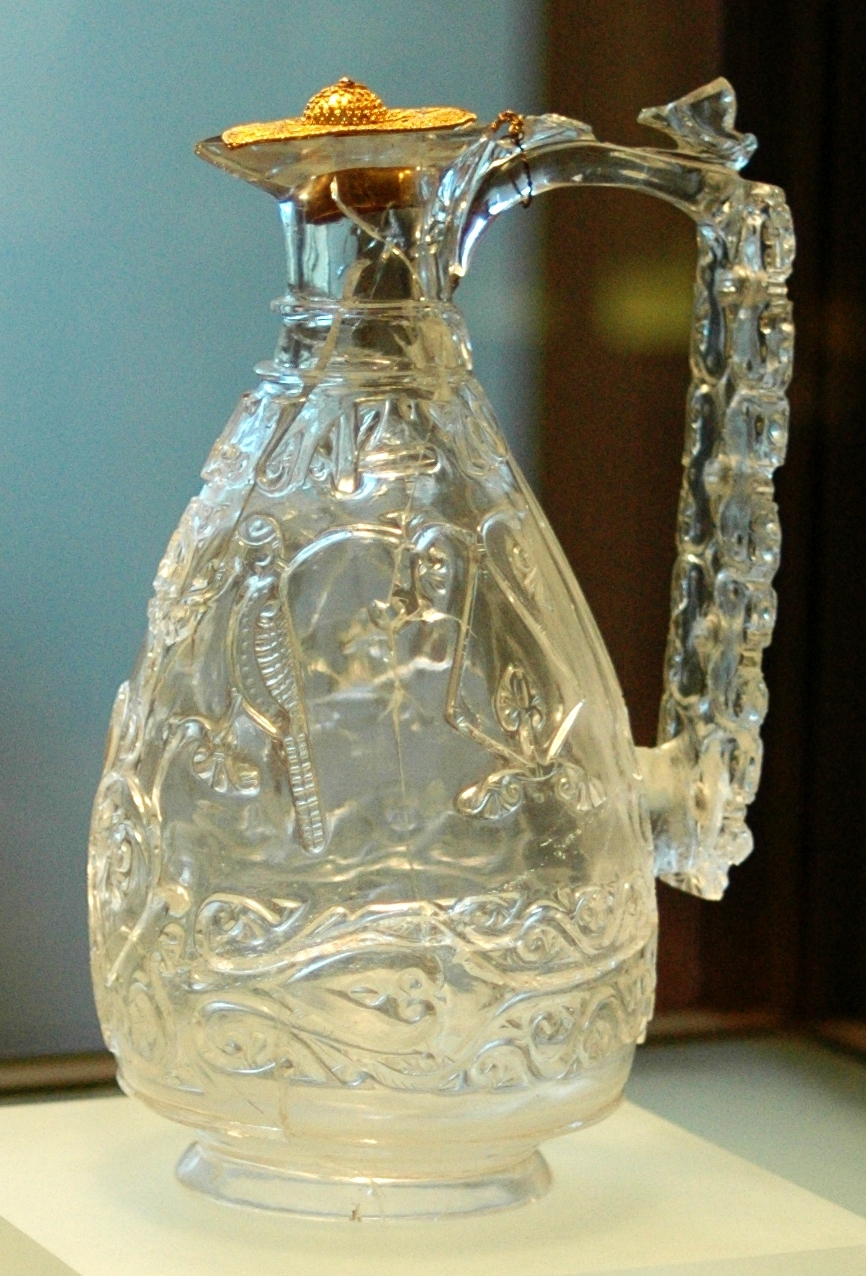
Un'oliera incisa in cristallo di rocca

Il quarzo ialino, comunemente detto anche cristallo di rocca, è una varietà completamente incolore di quarzo. Di solito è perfettamente trasparente, con aspetto simile al vetro e al cristallo artificiale, da cui si può distinguere facilmente, come tutte le sostanze minerali, per la sensazione di freddo che provoca al saggio con la lingua.

## Diffusione e aspetto
Il quarzo ialino, proveniente da ogni parte del mondo, contiene una enorme varietà di inclusioni. A differenza dei quarzi lattei, ricchi di vari elementi o di inclusioni, sono completamente trasparenti.

## Usi
Considerato per secoli un materiale dotato di formidabili poteri magici e apotropaici (forse anche in virtù delle sue ben note proprietà piezoelettriche, condivise con ogni quarzo usato in elettronica), il cristallo di rocca era ritenuto una pietra dalle capacità ipnotiche e divinatorie, capace di indurre la trance (ad esempio attraverso la famosa sfera di cristallo) e per tali motivi trovava impiego nell'occultismo.
È ancora usato nella litoterapia.